# Битва при Марианских островах
Битва при Марианских островах или Битва в Филиппинском море — морское сражение между флотами США и Японии во время Второй мировой войны, произошедшее 19 июня — 20 июня 1944 года. 
Техническое несовершенство японских самолётов и низкий уровень подготовки экипажей привели к разгрому японского флота и огромным потерям в лётном составе, восполнить которые Японии уже не удалось.

## Подготовка
11 июня 1944 года авианосное соединение американского флота начало бомбардировку Марианских островов, которые защищали 1000 самолётов 1-го Воздушного флота под командованием вице-адмирала Какута Какудзи. С первых дней японская авиация понесла тяжёлые потери. Адмирал Тоёда приказал авианосному соединению вице-адмирала Одзава Дзисабуро немедленно атаковать вражеский флот. Но Одзава должен был дозаправить свои корабли и не мог прибыть к островам ранее 18 июня.
Одзава выбрал маршрут через Филиппины и прошёл проливом Сан-Бернардино, где был обнаружен американской разведкой. Вечером 15 июня его заметила подводная лодка «Флаинг Фиш». Соединение Одзавы повернуло на северо-восток, чтобы встретиться с кораблями адмирала Матомэ Угаки. Их обнаружила подводная лодка «Си Хорс» при выходе с острова Хальмахера вечером 15 июня. Днём 17 июня флот заправился с танкера и пошёл на север. Утром того же дня вторая группа танкеров была обнаружена подводной лодкой «Кавэлла». В 21:15 «Кавэлла», следуя за танкерами, наткнулась на Мобильный Флот Одзавы.
За неделю между 11 и 18 июня авиация США полностью разгромила базовую авиацию адмирала Какуды. Японским летчикам не хватало опыта для серьёзного сопротивления. Когда Одзава вышел на дистанцию атаки, базовая авиация Какуды уже не существовала как организованная сила и Одзава был вынужден сражаться в одиночку.

## Силы сторон
По данным японской разведки, американцы наступали силами 4 авианосных групп, насчитывавших 12 авианосцев.
Одзава имел 3 группы, в которые входили тяжелые авианосцы «Тайхо», «Сёкаку», «Дзуйкаку», средние авианосцы «Дзюнъё», «Хиё» и лёгкие авианосцы «Рюхо», «Тиёда», «Титосэ», «Дзуйхо».
1-я дивизия авианосцев, которой лично командовал Одзава, состояла из 3 авианосцев, на борту которых находилось 81 Зеро, 9 Джуди (разведчики), 81 Джуди (пикировщики), 54 Джилла (горизонтальные бомбардировщики). Каждый авианосец нёс примерно треть вышеперечисленных самолётов.
2-я дивизия авианосцев под ком. контр-адмирала Дзоодзима Такэдзи состояла из 3 авианосцев, на борту которых базировалось: 81 Зеро, 27 пикировщиков Вэл, 9 пикировщиков Джуди, 27 бомбардировщиков Джиллов.
3-я дивизия под ком. контр-адмирала Обаяси Суэо состояла из 3 авианосцев, которые несли: 36 Зеро, 6 Джиллов, 12 Кейтов.
Всего 9 авианосцев несли 450 самолётов. Это было самое мощное японское авианосное соединение за всю историю войны.

## Сражения 19 июня
Утром 19 июня Одзава бросил в бой все свои самолёты против американского флота. Контр-адмирал Спрюэнс поднял на перехват все истребители «Хеллкэт», которые перехватили бомбардировщики Одзавы и сбили 25 самолётов ценой потери одного своего. Уцелевшие бомбардировщики были перехвачены другой группой истребителей, которая сбила ещё 16 самолётов. Немногие прорвавшиеся атаковали американские эсминцы «Ярнал» и «Стокхам», но безрезультатно. Одно попадание получил лишь линкор «Саут Дакота».

Последовавшая воздушная битва ясно показала, насколько улучшилась американская палубная авиация. Буквально во всём: тактике, управлении полётами, подготовке пилотов — американцы превосходили неопытных, плохо обученных японских пилотов. Бой наглядно продемонстрировал, что произойдёт со слабым флотом, даже если он нанесёт удар первым. 42 японских самолёта были сбиты. Единственным американским кораблём, получившим попадание, оказался линкор «Саут Дакота». Однако его повреждения были незначительны. Линейный Флот, прикрытый истребителями, рассеял первую волну.

В 11:07 была замечена вторая волна атакующих из 109 самолётов: 35 пикировщиков, 27 торпедоносцев, 48 истребителей. Их перехватили примерно в 100 километрах от цели, было сбито около 70 самолётов. 6 самолётов прорвались к авианосцам, нанеся им незначительные повреждения, небольшая группа торпедоносцев атаковала авианосец «Энтерпрайз». 97 самолётов этой волны было сбито.
Примерно в 13:00 произошла третья атака, в которой участвовало 47 японских самолётов (15 истребителей, 25 истребителей-бомбардировщиков, 7 торпедоносцев). 7 было сбито, 40 вернулись на авианосцы.
В 11:30 с японских авианосцев была поднята четвёртая волна: 30 истребителей, 9 пикировщиков, 33 торпедоносца, 10 истребителей-бомбардировщиков. Все они получили неверные целеуказания. 49 самолётов отправились на Гуам, получив приказ садиться на острове. Остальные встретили американский флот и понесли тяжёлые потери. Отправленные на Гуам самолёты сбросили бомбы в море и начали садиться, но только 19 из них сумели это сделать. Позже они были уничтожены на земле американскими истребителями. Всего 70 самолётов погибло при попытке укрыться на Гуаме.
Один пилот с авианосца «Лексингтон» сказал: «Чёрт, это напоминает старую охоту на индюшек!» С этого момента это сражение стало известно, как «Охота на индюшек» («Great Marianas Turkey Shoot»).

## Атака подводных лодок

Карта сражения у Марианских островов

Около 8 часов утра 19 июня американская подводная лодка «Албакор» (капитан 2 ранга Джеймс Бленчард) обнаружила японский авианосец «Тайхо». Примерно в 8:08 лодка выпустила 6 торпед широким веером и сразу ушла на глубину. Был услышан 1 взрыв, и на боевой счет лодки был занесено «возможное повреждение авианосца». На самом деле одна из торпед разорвалась в районе бензиновых цистерн. Находящийся на авианосце адмирал Одзава перебрался на авианосец «Дзуйкаку». Примерно через 6 часов после торпедирования возникший пожар вызвал взрыв бензиновых паров, и «Тайхо» взорвался (16:40), при этом погибло множество самолётов и почти вся команда.

Вполне возможно, что авианосец можно было спасти, если бы не 2 других фактора. Его сырая нефть давала крайне огнеопасные пары, а его экипаж показал плохую подготовку, пытаясь удержать скорость 26 узлов и держа открытыми все вентиляционные шахты. В 15:30 внутренний взрыв буквально разворотил корабль. Пожары не дали спасателям даже подойти к борту. Авианосец затонул в 17:28, 1650 человек из экипажа в 2150 погибли.

В 11:20 американская подводная лодка «Кавелла» (капитан 2 ранга Герман Косслер) атаковала авианосец «Секаку». Лодка выпустила 6 торпед с дистанции 1100 метров. 3 из шести торпед достигли цели, и авианосец водоизмещением 30 000 тонн затонул.

## Сражение 20 июня
Спрюэнс узнал, где находится Одзава, только 20 июня в 15:40. «Спрюэнсу приходилось принимать трудное решение. Его пилотам предстоял дальний полёт и посадка уже в темноте. Адмирал понимал, что многие пилоты могут не вернуться на авианосцы. И всё-таки в 16:20 он приказал поднимать самолёты. К 16:36 ударная волна из 85 истребителей, 77 пикировщиков, 54 торпедоносцев была в воздухе.»
Утром 20 июня Одзава имел всего 150 самолётов, но он начал готовить их к атаке на американский флот. Неожиданно появилось 550 американских бомбардировщиков, торпедоносцев и истребителей, которым Одзава мог противопоставить всего 35 истребителей прикрытия. Торпедоносцы «Авенджер» уничтожили авианосец «Хиё» (20:32, погибло 250 человек) и два танкера. Тяжелые повреждения получили авианосцы «Дзуйкаку», «Дзюнъё», «Рюхо», «Тиёда» и линкор «Харуна». Американцы потеряли 20 самолётов. Остальные вернулись на авианосцы и начали посадку уже в 20:45, и 80 из них было потеряно в темноте по различным причинам — некоторые упали в море, некоторые разбились о палубу.

Ослепленные ярким светом и не имевшие опыта ночных посадок, летчики в ряде случаев сделали попытку сесть на крейсера и линейные корабли, которые, конечно, не имели полётной палубы. Другие летчики не могли понять подаваемые им с авианосцев сигналы и садились на только что севшие впереди них самолёты или разбивались о барьеры. Много летчиков, уцелевших в бою, погибло на полётных палубах при этой беспорядочной посадке. В результате аварий при посадках на воду и авианосцы было потеряно 80 самолётов. При этом погибло или пропало без вести 38 летчиков.

Одзава успел поднять 10 торпедоносцев для ночной атаки, но они попаданий не добились.

## Итоги
Американцы потеряли около 23 самолётов в бою и ещё 80 во время ночной посадки.
Одзава имел к концу битвы всего 47 боеспособных самолётов: 25 Зеро, 6 торпедоносцев, 2 пикировщика и 12 прочих самолётов. Около 300 было потеряно в бою и на палубах уничтоженных авианосцев.
Японский флот начал эту битву, имея самое мощное авианосное соединение в своей истории, и последствия этого поражения оказались страшнее, чем после Мидуэя. Японский авианосный флот практически перестал существовать и авиации уже не хватало даже для обороны. В октябре 1944 во время сражения в заливе Лейте 4 японских авианосца не могли действовать только потому, что для них не было самолётов.
Разгром при Марианских островах и большие потери в самолётах стали одним из причин создания отрядов камикадзе.

«Решительная битва» снова была проиграна. Впрочем, Одзаву нельзя обвинять за это. Ему приказали вступить в бой, имея вдвое меньше сил. Он твёрдо рассчитывал на 500 самолётов Какуты, но не получил их. Самой большой его ошибкой была атака Линейных Сил. Новое тактическое построение, которое должно было отвлечь внимание авиации противника от американских авианосцев, сработало отлично. Но это вина неопытных пилотов, а не адмирала. Его третья и четвёртая ударные волны использовали неверные координаты. Кроме того, Одзава считал Гуам убежищем, а он стал могилой для японской авиации.
Очень трудно сделать что-то больше, имея так мало сил и таких неопытных пилотов.

## Факты
В сражении у Марианских островов впервые были массово использованы истребители Зеро в качестве бомбардировщиков. Практика показала, что Зеро более эффективны в этой роли, чем прочие бомбардировщики. Впоследствии это привело к расширению их использования в качестве бомбардировщиков и, в частности, к созданию отрядов камикадзе.
В этом сражении участвовал капитан-лейтенант ВМС Джеральд Форд, будущий президент США.